# Jim Bilba
Jim Ruddy Anicet Bilba (Pointe-à-Pitre, 13 aprile 1968) è un ex cestista e allenatore di pallacanestro francese.

## Carriera
Con la Francia ha disputato i Giochi olimpici di Sydney 2000 e sei edizioni dei Campionati europei (1989, 1991, 1993, 1995, 1999, 2001).

## Palmarès

### Squadra
- Campionato francese: 2

CSP Limoges: 1992-93, 1993-94
- Campionato greco: 1

AEK Atene: 2001-02
- Coppa di Francia: 4

CSP Limoges: 1994, 1995
ASVEL: 1997, 2001
- Coppa dei Campioni: 1

CSP Limoges: 1992-93

### Individuale
- LNB Pro A MVP francese: 2

ASVEL: 1997-98, 2000-01